# 西藏假花耳
西藏假花耳（学名：Dacryopinax xizangensis）是属于花耳目花耳科假花耳属的一种真菌，生长在朽木上。该种分布于西藏墨脱。